# SPUR (アルバム)
『SPUR』（シュプール）は、丹下桜の3作目のベスト・アルバム。2001年1月24日、KONAMIより発売された。

## 解説
- 晩冬から早春に関する曲を集めた、ウインターベストアルバム。
- 一部の楽曲はリミックスされている。
- コナミが作成したアルバムで、丹下桜本人は制作に関与していない。

## 収録曲
1. photo card（SPUR MIX） [1:47]
2ndアルバム『MAKE YOU SMILE』収録曲アレンジ
作詞：丹下桜、作曲・編曲：ながつきまろん
2. innocence [5:21]
作詞：松浦有希、作曲・編曲：吉田潔・松浦有希
ミニアルバム『Alice』収録
3. 1/2のシュプール（SPUR MIX） [4:14]
作詞：早川矢寿子、作曲：加藤ユカリ、編曲：新川博
1stアルバム『Be Myself』収録
4. Dancin' in moonlight [5:40]
作詞・作曲：岡田実音、編曲：岡田実音・高島智明
4thアルバム『Neo-Generation』収録
5. Fantasy〜白夜の空に抱かれたい〜 [4:56]
作詞・作曲：宮島律子、編曲：新川博
2ndアルバム『MAKE YOU SMILE』収録
6. Journey into Myself [4:02]
作詞：吉元由美、作曲：KAN、編曲：水島康貴
3rdアルバム『New Frontier』収録
7. Wherever you are（SPUR MIX） [5:29]
作詞：丹下桜、作曲・編曲：中崎英也
2ndアルバム『MAKE YOU SMILE』収録
8. 天星小輪〜スターフェリー〜 [1:58]
作詞：丹下桜、作曲：丹下桜・朝井泰生、編曲：吉田潔
4thアルバム『Neo-Generation』収録
9. Silent Song [5:17]
作詞：丹下桜、作曲：宮島律子、編曲：重実徹
3rdアルバム『New Frontier』収録
リミックスバージョン「Silent Song -Holy mix-」がシングル「Stand by Me」のカップリングでシングルカットされた
10. Trinity（SPUR MIX） [4:01]
作詞・作曲：丹下桜、編曲：吉田潔
4thアルバム『Neo-Generation』収録
11. True Love（SPUR MIX） [4:34]
作詞：丹下桜、作曲：宮島律子、編曲：新川博
1stアルバム『Be Myself』収録
12. Thinking Of You（SPUR MIX） [4:19]
作詞：吉元由美、作曲・編曲：川上明彦
NACK5ラジオ「Alice ON WONDER-NET」エンディングテーマ
3rdアルバム『New Frontier』収録
13. あしたいろのベンチ [4:13]
作詞：さゆ鈴、作曲：東野美紀・ながつきまろん、編曲：岩代太郎
1stアルバム『Be Myself』収録
アルバム『ときめきメモリアルpiano collection』にピアノバージョンを収録
14. あなたというひと [5:05]
作詞：松浦有希、作曲・編曲：吉田潔・松浦有希
ミニアルバム『Alice』収録
15. さよならのプログラム（SPUR MIX） [4:41]
作詞：きさらぎそら、作曲：ながつきまろん、編曲：新川博
1stアルバム『Be Myself』収録
16. 今はまだ遠いLovesong [4:34]
作詞・作曲・編曲：松浦有希
ドラマCD『ときめきメモリアル〜虹色の青春〜』エンディングテーマ・秋穂みのりのテーマソング
2ndシングル「MAKE YOU SMILE/今はまだ遠いLovesong」、2ndアルバム『MAKE YOU SMILE』収録